# Siderisches Pendel

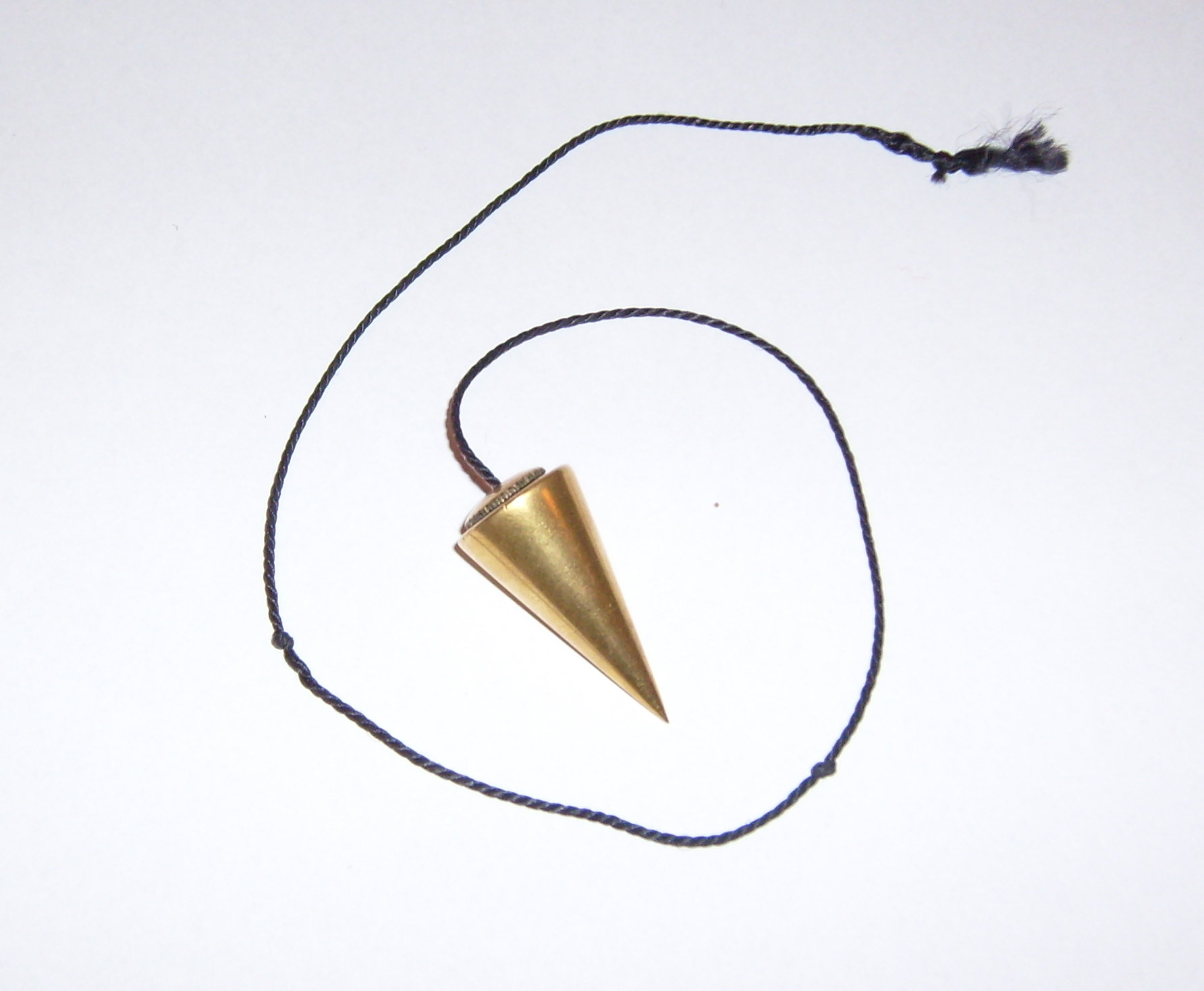
Siderisches Pendel in typischer Form als Kegelpendel

Das siderische Pendel (von lat. sidereus, zu: sidus = Stern(bild): auf die Sterne bezogen und lat.: pendere = hängen) entspricht baulich einem Fadenpendel. Es ist ein Hilfsmittel der Radiästhesie und weiterer esoterischer Lehren, mit dem versucht wird, bestimmte Informationen zu erhalten. Nach der Vorstellung der Anwender können damit unbewusste oder gänzlich unbekannte Sachverhalte sichtbar gemacht werden. Das Verfahren ist jedoch weder wissenschaftlich nachvollziehbar noch empirisch belegt.

## Geschichte

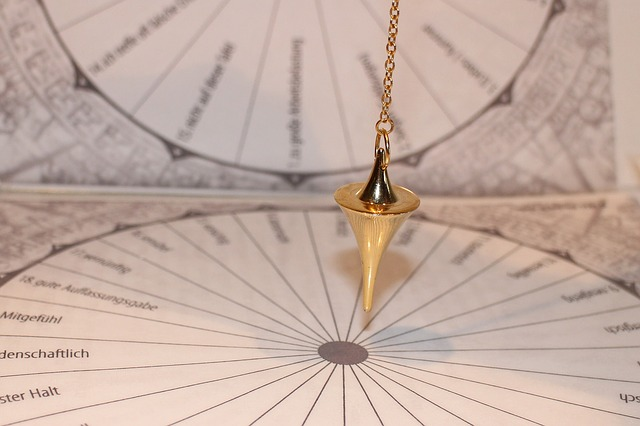
Ein siderisches Pendel mit einem Pendeldiagramm

Das Pendeln war schon in der Antike bekannt. Ein erster Bericht einer Verwendung stammt von Ammianus Marcellinus aus dem Jahr 371. Im Rahmen einer Verschwörung gegen Kaiser Valens benutzten die Verschwörer ein Pendel bestehend aus Faden und Ring über einer Schale, auf deren Außenseite die 24 Buchstaben des Alphabets graviert waren.
Mit der Abteilung „Siderisches Pendel“ setzte die deutsche Marine im Zweiten Weltkrieg ihre Hoffnung auf eine Experimentalgruppe, um die Position feindlicher Schiffe und U-Boote zu bestimmen.

## Verwendung
Ausgangspunkt des Pendelns ist oft eine Frage, wobei eine positive, negative oder neutrale Antwort gesucht wird. Das Pendel kann dabei links oder rechts herum drehen oder aber auf einer Linie hin- und herpendeln. Welche Bewegung welche Antwort repräsentiert, ist individuell festlegbar und kann sich sogar von Pendelsitzung zu Pendelsitzung ändern. Esoterische Pendel werden vor der Benutzung nach Aussage der Anwender „geeicht“, um zu wissen, wie das Ergebnis zu interpretieren ist. Bei dieser Eichung handelt es sich jedoch nicht um ein wissenschaftlich oder technisch nachvollziehbares Verfahren, wie es zum Beispiel bei Messanlagen der Fall ist. Pendeldiagramme lassen auch mehr Antwortmöglichkeiten zu.
Ein typisches Pendel besteht aus einem etwa 2–3 cm langen kegelförmigen Metallkörper und einer 20 cm langen Schnur. Von den Radiästhesisten werden verschiedene Pendelformen benutzt. Beispielsweise Tropfenpendel, Isispendel, Perlpendel, Resonanzpendel oder Triangelpendel, die jeweils nach der Form bzw. besonderen Eigenart des pendelnden Gegenstandes benannt sind.
Als Material für das Pendel wird meist Messing und Kupfer verwendet, gefolgt von Edelsteinen. Weniger verbreitet sind Instrumente aus Holz oder Edelmetallen. Viele Anwender haben verschiedene Pendel für verschiedene Aufgaben. Manche Anwender sprechen Pendeln bestimmter Herstellungsart besondere Eigenschaften zu (z. B. gelten maschinell hergestellte als weniger günstig). Hierbei wird davon ausgegangen, dass bei der Herstellung schon bestimmte feinstoffliche Informationen einfließen, die qualitativen Einfluss haben. Manche Esoteriker besprechen ihr Pendel vor dem Gebrauch. Keine dieser Eigenschaften oder Methoden hat einen wissenschaftlich fundierten Hintergrund.
Einer der profiliertesten Pendler im deutschsprachigen Raum war Anton Stangl aus Rothenberg im Odenwald, der durch seine zahlreichen Publikationen, Seminare und Vorträge das Thema Radiästhesie an die Öffentlichkeit brachte.

## Mögliche Erklärung des Phänomens
Das Tendieren des Pendels in die Richtung einer bestimmten Antwort kann mit dem Carpenter-Effekt erklärt werden. Bei diesem genügt es, wenn beim Pendler der Wunsch besteht, das Pendel möge in eine bestimmte Richtung gehen. Dadurch bringen unmerklich kleine Muskelbewegungen das Pendel in die gewünschte Richtung, ohne dass der Pendler bewusst den Anstoß geben muss.
Die Mehrzahl der Studien spricht gegen eine Verwendung des Pendelns in der komplementärmedizinischen Diagnostik.